# 蔚來EP9
蔚來 EP9（英語：NIO EP9）是一款由英国RML Group集团为蔚來汽車出品的一款纯电动, 電動雙座雙門超級跑車，于2016年面世，在蔚來電動方程式車隊的幫助之下，EP9保持有多項賽道紀錄。
蔚来EP9搭载了4台高性能电机以及4个独立变速箱，能够输出1,360匹马力的动力。EP9采用弹匣式可换电池系统，快充模式下充满电45分钟，续航里程可达427公里。

## 历史
在18个月内开发并制造完成，EP9于2016年11月21日在英国伦敦的萨奇美术馆首次亮相。
六辆EP9以每辆2,500,000英镑的价格出售给蔚来投资人。蔚来宣布将向公众额外出售十辆EP9。
然而，这款车并不具备上路合法性，16辆量产版EP9从未被注册用于道路行驶。EP9完全为赛道使用而设计，不符合在中国注册的法律法规要求。目前，这16辆量产版EP9也从未被出口并在中国以外的地区注册用于道路行驶。

## 规格
EP9的每个车轮都配备独立的电动机和变速器。每台电动机的功率为250千瓦（335.25马力），整车总功率输出达到1兆瓦（1,341马力；1,360公制马力）。EP9不仅是全轮驱动，同时也是独立轮驱动。车辆配备了先进的扭矩矢量分配系统，可根据需要调整每个车轮的动力输出。
EP9的电池在充电前可续航最多427公里（265英里）。充电时间为45分钟，更换电池则需8分钟，因为充电时需要将电池拆卸下来。
该车配备了主动悬挂系统，包括一个每秒可进行200次计算的车身高度控制器。
车辆的刹车系统由英国制造商Alcon开发和制造。
EP9的车架采用全碳纤维结构，设计基于国际汽车联合会勒芒原型车（FIA Le Mans Prototype）规则。车身外壳也使用相同的材料制成。
车辆的电池重量为635公斤（1,400磅），车上所有碳纤维总重为364公斤（802磅）。整车总重为1,735公斤（3,825磅）。

## 表現

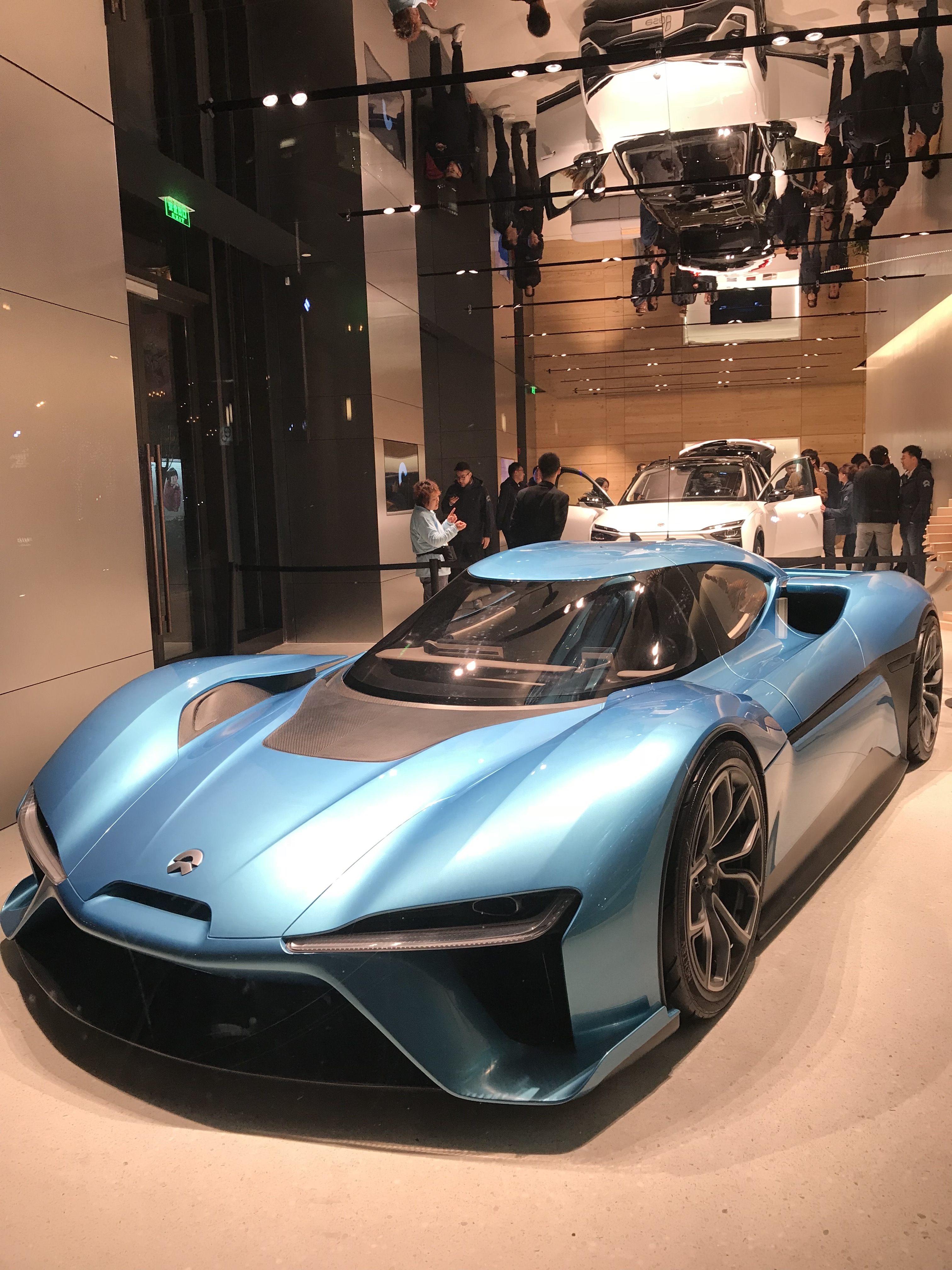
Nio EP9

於紐柏林賽道的表現，但違反賽道「法律允許上路的車輛」習慣使用賽車胎，因此發布的紀錄時間無法與其他紀錄上的汽車媲美。
- 0到100公里加速2.7秒
- 0到200公里加速7.1秒
- 0到300公里加速15.9秒
- 极速350km/h （217 mph）

## 流行文化

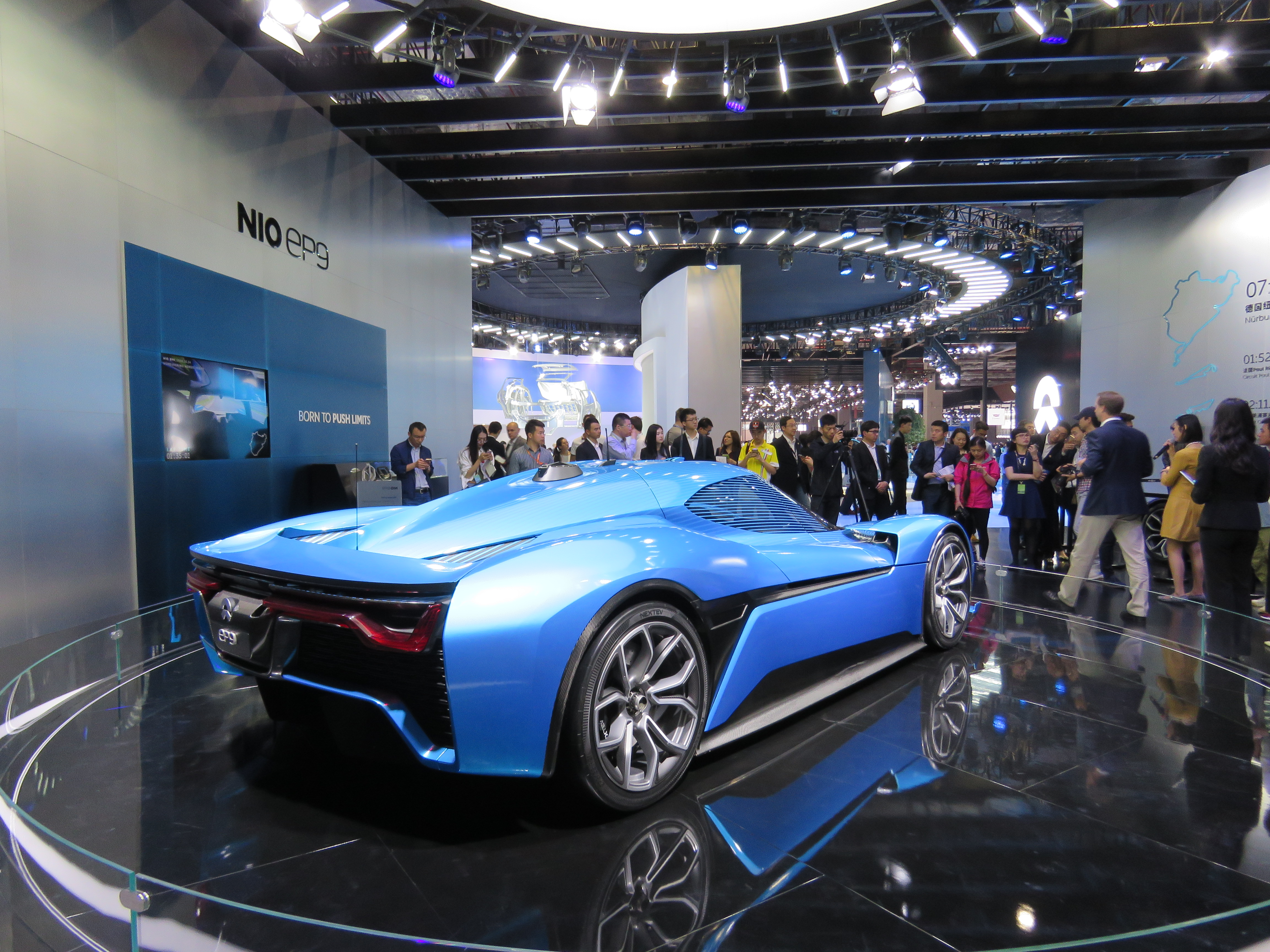
Rear view of the Nio EP9

- 《The Grand Tour》：在2019年2月播出的第三季第6集中，由主持人理查德·哈蒙德测评了蔚来EP9。
- 《狂野飆車9：競速傳奇》：於2021年2月3日電光石火賽季中加入蔚來EP9。
- 《极限竞速 地平线5》：于2022年2月的游戏更新中加入蔚來EP9。
- 《狂野飙车8：极速凌云》：於2023年2月27日車庫生活賽季中加入蔚來EP9。